# 天主教努夫洛德查韋斯宗座代牧區
天主教努夫洛德查韋斯宗座代牧區（拉丁語：Vicariatus Apostolicus Niuflensis）是玻利維亞一個羅馬天主教宗座代牧區，直屬教廷。
代牧區成立於1951年12月13日，範圍包括聖克魯斯省西北部。2010年有教友152,000人（佔轄區總人口84.4%）、十七個堂區、二十名司鐸。現任宗座代牧為波尼法爵·賴曼·帕尼克。